# 小作争議
小作争議（こさくそうぎ）とは、地主から農地を借りて耕作し、小作料を払っていながら耕作権を法によって認められていなかった農民（小作農）が、地主に対して小作料の減免や様々な条件改善を求めて起こした争議のことである。農民運動の一種。

## 概要
近代における小作争議は農村不況を原因として発生し、当初は凶作や自然災害により一時的・非組織的に発生する程度であったが、日露戦争後には小作人にとって負担となった米穀検査に対する反発として小作争議が激化する。
小作争議の発生件数は、1917年（大正6年）に年間85件と落ち着きを見せていたが、1920年代に入ると大正デモクラシーの影響を受けて各地で農民運動が頻発するようになる。国際的にも1920年（大正9年）10月にスイスのジュネーブで第3回国際労働会議が開催され農業労働者の団結権問題が論じられていた。
大正期に小作農たちは小作組合・農民組合を組織して団結を図る一方、
1921年（大正10年）、岐阜県などは小作争議を取り締まるため、警察犯処罰令に追加条項を加えて摘発に備えた。
1922年（大正11年）には杉山元治郎・賀川豊彦らによって全国組織である日本農民組合が結成され近畿を中心とする小作争議の第一次高揚期を迎え、日本農民組合の指導のもと、香川県大田村の伏石争議、群馬県強戸村の強戸争議、新潟県木崎村の木崎争議は日本の三大小作争議と呼ばれる。日本農民組合は1926年（大正15年）に右派平野力三率いる全日本農民組合同盟が分裂し、さらに1927年（昭和2年）には中間派杉山元治郎の全日本農民組合が分裂し、その後も分裂・合同を繰返が、農民運動は右派・左派・中間派の三派を軸に推移する。
この間、政府は1924年（大正13年）に小作調停法を施行し、各府県に地主・小作関係の実情に通じた小作官を置いて、法外調停を図るなどした。
調停申し立て受理件数は1925年（大正13年12月から大正14年12月）の間で1857件、1926年（大正15年1月から同年9月）の間で1813件と高い値で推移した。
しかし、小作農の耕作権を公認する小作法は、地主を有力な支持基盤とする帝国議会ではなかなか成立せず、戦後の農地改革によって寄生地主制が解体されるまで、争議の背景にある根本的な矛盾は解決されなかった。
1929年（昭和4年）の世界恐慌の影響を受けた昭和恐慌後に再び増加し、東北地方の凶作・農村不況を背景に第二次高揚期を迎える。第二次高揚期の小作争議は小作料減免を要求する大規模争議が中心であった第一次高揚期に比べ、東北地方が中心となり農地の耕作権をめぐる小規模争議を特徴とし、全国農民組合の指導のもと数多くの争議が発生した。また、1931年（昭和6年）8月の全国農民組合全国会議では小作人以外の農民層を獲得して運動を展開するために、小作問題以外の税や負債、肥料などの独占価格、賃金や電灯料金などの広範な課題に取り組む農民委員会方針を提起し運動を展開した。
その後、戦時体制の推移において農民運動は閉塞する。戦後の農民運動は全日本農民組合連合会（全日農）、農民運動全国連合会（農民連）などに引き継がれている。

## 日本の小作争議の例
- 第一次高揚期（1920年～1926年[10]）
  - 岡山県藤田農場争議[11]
  - 香川県太田村伏石争議
  - 新潟県木崎村争議
  - 大阪府山田村争議
  - 佐賀県基山村争議[12]
  - 熊本県 郡築小作争議
  - 京都府城南小作争議[13]（南山城小作争議[14]）
- 第二次高揚期（1929年～1935年[10]）
  - 秋田県阿仁前田争議
  - 新潟県王番田争議・和田村争議
  - 長野県五加村争議
  - 山梨県奥野田争議
  - 鳥取県箕蚊屋争議
  - 北海道雨竜蜂須賀争議[15]
  - 栃木県阿久津争議

## 文学に見る小作争議
プロレタリア文学の世界では、各地の小作争議が作品の題材となることが多かった。小林多喜二は「不在地主」で、北海道の争議を描き、黒島伝治は「豚群」などの作品で農村の現実を描いた。プロレタリア文学運動が組織としては機能しなくなってからも、島木健作は「再建」などの作品で小作争議と農民組合を題材にした。